# Велика комета 1264 року

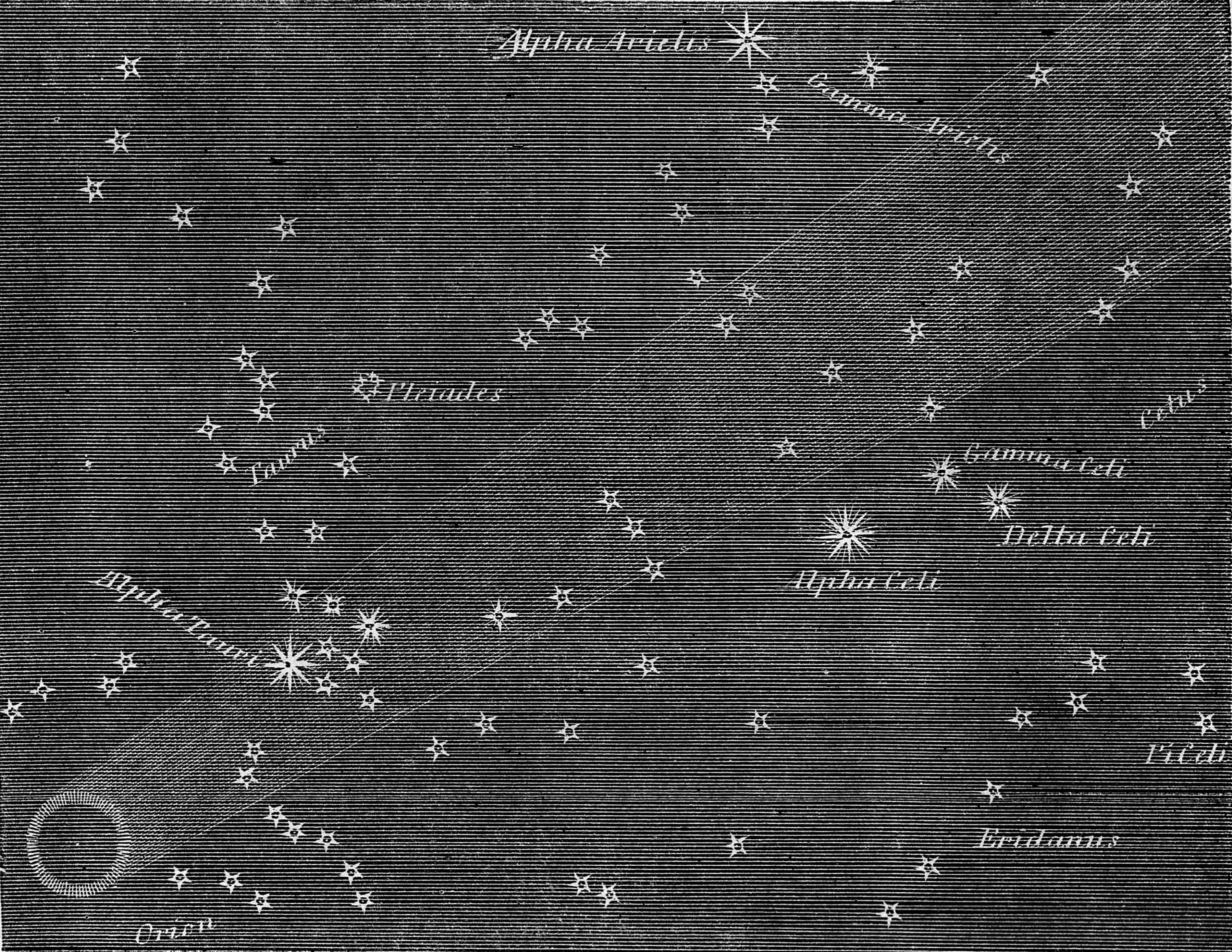
Велика комета 1264 року

Велика комета 1264 року, офіційне позначення C/1264 N1 — велика комета, видима на земному небі з липня по кінець вересня 1264 року.

## Опис
Спочатку комета була видима увечері після заходу Сонця, однак найбільшої яскравості набула за кілька тижнів, коли її можна було спостерігати вранці на північному сході, причому її хвіст був видимий задовго до того, як сама комета здіймалася над горизонтом. Ядро комети мало вигляд погано видимої зорі, а її хвіст ширився по зоряному небу від нього як довге полум'я на сотні градусів.
Комету 1264 року описували в історичних джерелах як об'єкт величезних розмірів. Найбільш яскравою вона була наприкінці серпня — на початку вересня.
Комету також спостерігали в Китаї; свідчення китайських хроністів збігаються з даними європейських.
За даними NASA, вперше комета була зафіксована 17 липня 1264 року. Комета досягла перигелію 20 липня, перигею — 29 липня. Зникла вона 3 жовтня.

## В історичних джерелах
Тогочасні європейські хроністи пов'язували появу комети з багатьма подіями, що відбулися в той період, зокрема зі смертю папи Урбана IV, який захворів у день, коли комету вперше помітили на небі, й помер за день до того, коли вона 3 жовтня 1264 року зникла.
Комета була згадана в Галицько-Волинському літописі. Михайло Грушевський використав цю згадку для датування смерті короля Данила.
|                               | ...з’явилася звізда на сході, хвостата, на вигляд страшна, що випускала із себе промені великі,— тому ся звізда називається волосата. Од вигляду ж сеї звізди страх обняв усіх людей і жах. А знавці, дивившись, так сказали: «Смута велика буде на землі». Але бог спас [людей] своєю волею і не сталося нічого. |
| — Галицько-Волинський літопис | |

## Зв'язок із Великою кометою 1556 року
Деякі астрономи вважають, що Великі комети 1264 та 1556 є одним об'єктом. Александр Гі Пенгре у своїй праці «Cométographie» (1783) розрахував параболічну траєкторію комети 1264 року й дійшов висновку, що її траєкторія дуже схожа на траєкторію комети 1556 року; також він припустив, що повернення комети очікується в 1848 році. Схожих висновків дійшли Джон Рассел Гайнд та Амеде Гіймен.